# Раздольный (Кемеровская область)
Раздо́льный — посёлок в Гурьевском районе Кемеровской области. Административный центр Раздольного сельского поселения.

## География
Центральная часть населённого пункта расположена на высоте 215 м над уровнем моря.

## История
В 1964 году указом Президиума Верховного Совета РСФСР посёлок центральной усадьбы совхоза «Гурьевский» переименован в Раздольный.

## Население
| 2010 |
| ---- |
| 1193 |

### Половой состав
По данным Всероссийской переписи населения 2010 года, в посёлке проживало 1193 человека (563 мужчины, 630 женщин).

## Улицы
| - ул. 40 лет Победы, - ул. Бачатская, - ул. Восточная, - ул. Гаражная, | - ул. Западная, - ул. Линейная, - ул. Молзавод, - ул. Молодёжная, | - ул. Набережная, - ул. Трудовая, - ул. Фурманова, - ул. Центральная. |